# 2004-es cannes-i fesztivál
Az 57. Cannes-i Fesztivál 2004. május 12. és 23. között került megrendezésre Quentin Tarantino amerikai színész-rendező elnökletével. A megnyitó és záróesemények ceremóniamestere Laura Morante olasz színésznő volt. A hivatalos versenyprogramban 19 nagyjátékfilm és 10 rövidfilm szerepelt; az Un certain regard szekcióban 21, a Cinéfondation keretében 18, míg versenyen kívül 19 új és 24 filmtörténeti alkotást vetítettek. A párhuzamos rendezvények Kritikusok Hete szekciójában 7 nagyjátékfilmet, 7 rövidfilmet és külön vetítéseken további 9 alkotást mutattak be, a Rendezők Kéthete elnevezésű szekció keretében pedig 20 nagyjátékfilm és 12 kisfilm vetítésére került sor. A cannes-i filmvásárra ez évben 74 ország 8382 filmes szakembere (forgalmazó, vásárló, exportőr stb.) érkezett, mely mintegy 6%-os emelkedést jelentett az előző évhez képes. Különösen a távol-keleti (hongkongi, indiai, thaiföldi) vásárlók száma ugrott meg.

## A 2004-es fesztivál

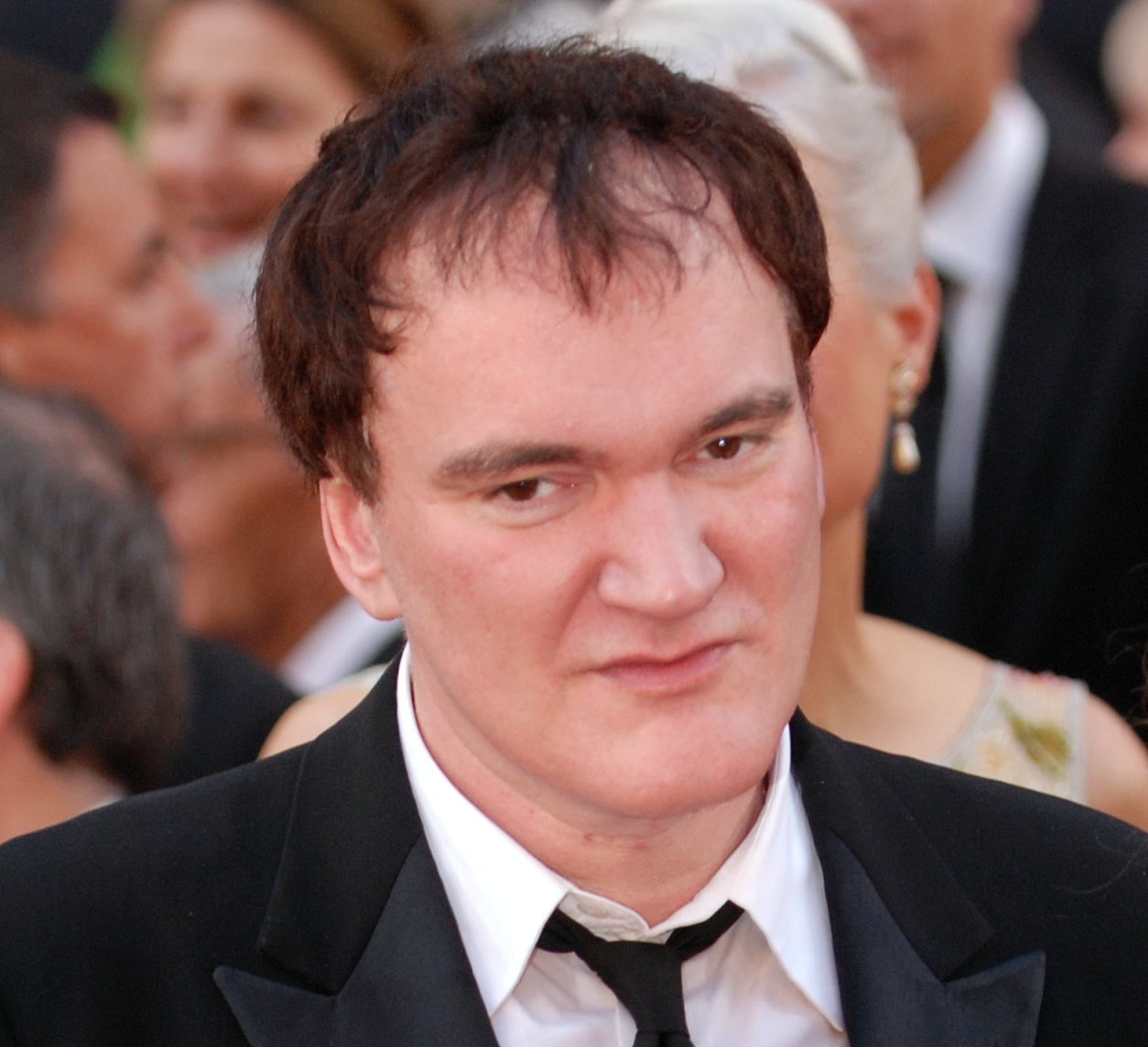
Quentin Tarantino, a zsűri elnöke

A fesztivál nyitófilmjeként Pedro Almodóvar önéletrajzi ihletésű drámáját, a Rossz nevelést mutatták be. A díjkiosztót követő zárófilm Irwin Winkler De-Lovely – Ragyogó évek című alkotása volt; az eseményt összekötötték az e filmet is gyártó és forgalmazó, 80 éves Metro-Goldwyn-Mayer ünneplésével.
A program keretében tisztelegtek a még 91 évesen is aktív Michelangelo Antonioni munkássága előtt, akinek neve összeforrt a fesztiváléval, hiszen 1949 óta rendszeresen megjelent a filmes seregszemlén. Világpremier előtt vetítették le életművét összefoglaló Lo sguardo di Michelangelo című, 15 perces rövidfilmjét. A filmetűd hűen tükrözi azt a szemléletet, melyet műveivel kapcsolatban egykor a művész kifejtett: „Elég nyitva tartani szemünket, s minden értelmet nyer.”. A Cannes-i Klasszikusok rendezvénysorozat keretében levetítették az 1967-ben fődíjat nyert Nagyítás felújított kópiáját.
Ugyancsak tisztelegtek az 1964-es fesztiválon feltűnést keltett, majd csaknem minden alkalommal jelen levő brazil filmgyártás előtt az akkori kettő (Isten és Ördög a Nap földjén, valamint Aszály) és további négy film vetítésével a versenyen kívüli szekciókban.

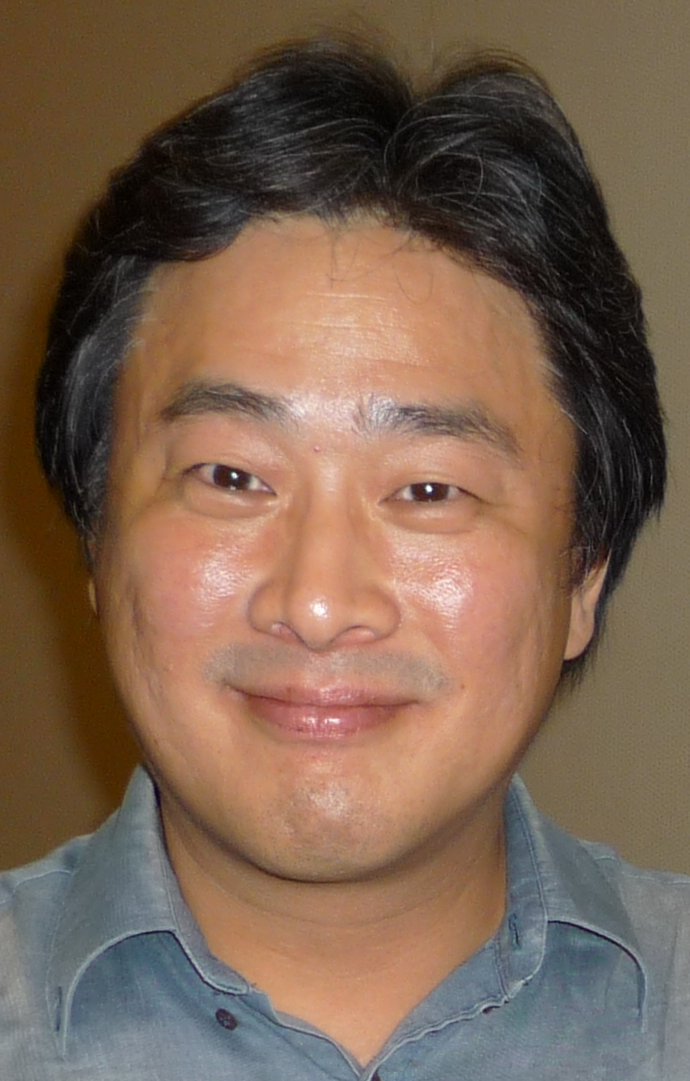
Park Chan-wook

Több újdonsággal is szolgált a 2004-es rendezvény:
- Ebben az évben indítottak egy versenyen kívüli tematikus, visszatekintő vetítéssorozatot, Cannes-i Klasszikusok (Cannes Classics) elnevezéssel, mely a világ filmes örökségének műveiből válogat és mutat be restaurált kópiákat, illetve tiszteleg játék- és dokumentumfilm-készítők előtt.
- Ekkor szervezték meg először a Színészleckét (La leçon d’acteur), a neves színészek által adott mesterkurzust; első alkalommal a hallgatók Max von Sydow-val találkozhattak. Az előadások száma ezzel háromra nőtt. A színészlecke mellett filmleckét tartott Stephen Frears angol filmrendező és zenei leckét Lalo Schifrin argentin zeneszerző.[1]
- A filmvásárhoz kapcsolódóan ekkor létrehozott Produceri Hálózat (Producers Network) alkalmat adott a filmproducereknek, hogy filmterveiket ismertessék a potenciális befektetőkkel, hogy ezzel felgyorsítsák a nemzetközi koprodukciós alkotói és pénzügyi folyamatokat.[2]
- A rövidfilmek versenye mellett elindították a Short Film Corner elnevezésű rendezvényt kizárólag rövidfilmekkel foglalkozó rendezők és producerek részére, hogy bemutathassák alkotásaikat, s különféle találkozókon vehessenek részt jövőbeli karrierjük érdekében.[3]
- Bemutatásra került Gilles Jacobs fesztiváltörténeti trilógiájának 3. része, amely cannes-i „nagyágyukkal” foglalkozott.
- Esténként a tengerparti vetítések előtt DJ-k készítettek összeállításokat filmzenékből. Egy ilyen vetítés keretében mutatták be François Truffaut két kisjátékfilmjét (Antoine és Colette, Csirkefogók), valamint filmtörténeti jelentőségű első alkotását, a Négyszáz csapást.
- A fesztiválpalota Louis Lumière-előadótermének előcsarnokában felavattak egy 3x4 méteres, 30 000 darabból álló mozaikképet, melyen kék háttérben a fesztivál jelképe, egy álló pálmaág látható, 24 karátos arannyal bevont kockákból.

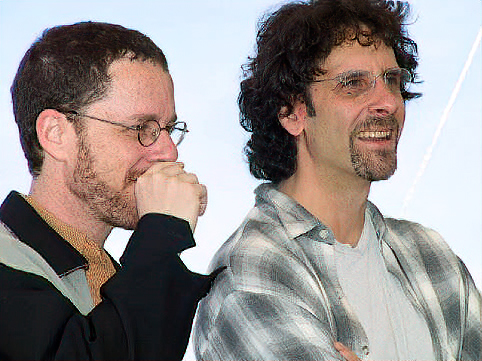
A Coen testvérek

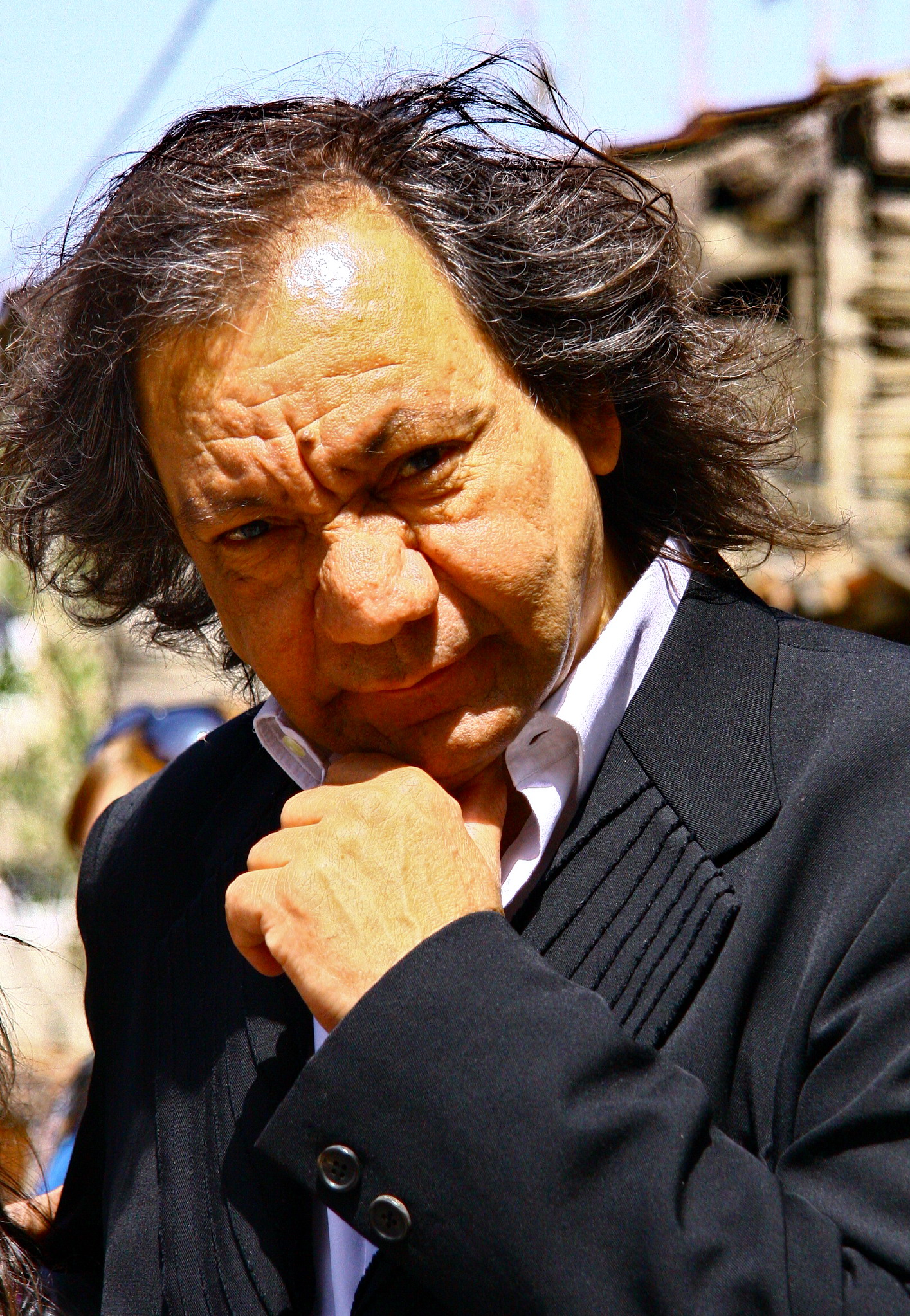
Tony Gatlif

1956 után, amikor is Jacques-Yves Cousteau A csend világa című tengerenciklopédiája lett Arany Pálmás, most ismét egy dokumentumfilm, a Fahrenheit 9/11 kapta a fődíjat. A döntés erős politikai vihart kavart. A Michael Moore-ral ugyanazon produceri és forgalmazó céghez tartozó Tarantino elnökletével ítélkező zsűri döntésével kapcsolatban még azoknak is műfaji és minőségi fenntartásai voltak, akik alapvetően egyetértettek a „Bush-gyilkos” alkotás céljával és mondanivalójával. Több kritikus már a versenybe történt beválogatásában is a francia külpolitika beavatkozását látta, főleg annak fényében, hogy az iraki háború szükségességét illetően a fesztivált befogadó országnak komoly vitája támadt az angolszász hatalmakkal és az ENSZ BT-felhatalmazás hiányában másik két BT-taggal együtt távol maradt az USA-GB páros által vezetett koalícióból. Tarantino azt állította, hogy a döntést egyhangúlag hozó zsűri számára nem az alkotás politikuma számított, hanem az, hogy ezt találták a legjobb alkotásnak. Tilda Swinton még hozzátette: egyedül a film humora és szatirikus szellemisége számított; valójában nem Bushról, vagy Irakról szól, hanem egy rendszerről. Godardot idézte: „Sok időt töltöttünk azzal, hogy keressük a probléma kulcsát, ideje lenne elkezdeni keresni a zárat…” A film a legmagasabb elismerés mellett begyűjtötte a Filmkritikusok Nemzetközi Szövetsége (FIPRESCI) díját is. A fesztivál nagydíját a dél-koreai Park Chan-wook vehette át Oldboy című alkotásáért, s megosztva kapta a zsűri díját a thaiföldi Apichatpong Weerasethakul filmje, a Sud pralad, valamint  a Coen testvérek vígjátéka, a Betörő az albérlőm. A legjobb rendező Tony Gatlif lett (Száműzetés), a legjobb forgatókönyv díját pedig a Mint egy angyal alkotói, Agnès Jaoui és Jean-Pierre Bacri vehették át. A legjobb színésznő a hongkongi Maggie Cheung lett (Tiszta); a legjobb férfi alakítás díját a 14 éves japán Jagira Júja (Anyátlanok) kapta, aki iskolai vizsgái miatt nem tudott Cannes-ba utazni, helyette a díjat a rendező vette át. Ebben az évben a technikai-művészi CST-díjat megosztva vehette át Éric Gautier operatőr (Tiszta) és Walter Salles rendező (Che Guevara: A motoros naplója). A legjobb elsőfilmesnek az izraeli Keren Yedaya választották, aki a Kritikusok Hete szekcióban vetített Or című filmjéért Arany Kamerát vehetett át.
 Két magyar film volt érdekelt a filmszemlén: az elsőfilmes Antal Nimród Kontroll című alkotása az Un certain regard szekcióban volt versenyben az Arany Kameráért, míg Mundruczó Kornél Kis apokrif No. 2 című főiskolai dolgozata a Cinéfondation szekcióban. A Kontroll elnyerte a francia ifjúsági és sportminisztérium által adományozott, rangos ifjúság díját. A díjátadón külön kiemelték, hogy a hét fiatalból álló zsűrit „elbűvölte a metró zárt világának” ábrázolása, valamint "az érintett történet egyetemessége és a film hozzáértéssel megszerkesztett ritmusa." A fesztiválon hivatalos kiküldöttként a két film alkotói, Antal Nimród és Mundruczó Kornél rendezők, valamint Hutlassa Tamás és Petrányi Viktória producerek vettek részt.
A 2004-es Rendezők Kéthete vezérmotívuma három gondolat köré épült: felfedezés, meglepetés és csodálat. A szekció vetítéssorozatát a japán Isí Kacuhito A tea íze című filmdrámája nyitotta meg. Az általa megütött alaphang folytatódott Asia Argento A szív csalfa vágyai című alkotásával, amely a fesztivállátogatók között ugyancsak zajos sikert aratott, valamint a Yervant Gianikian és Angela Ricci Lucchi olasz szerzőpáros Oh, uomo című filmjével. Aránylag sok fiatal filmkészítő mutatkozott be, közöttük a libanoni származású, de Franciaországban dolgozó Danielle Arbid (Csatatéren) átvehette a legjobb európai filmnek járó Europa Cinemas Label-díjat. Kiemelkedett a filmek mezőnyéből a chilei Machuca (Andrés Wood), a francia À vot' bon coeur (Paul Vecchiali) és A gyilkos én vagyok (Thomas Vincent), valamint az argentin Los muertos (Lisandro Alonso). A szekció megnyitóünnepségén adták át Nanni Moretti olasz rendezőnek az Arany Hintó díjat.

## Zsűri

### Versenyprogram

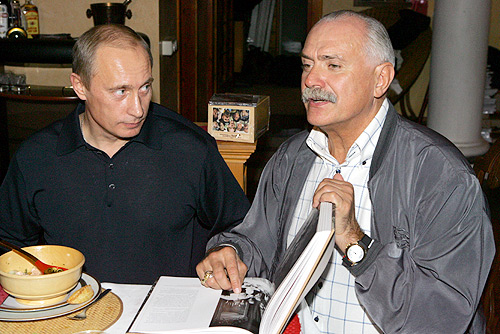
Nyikita Mihalkov

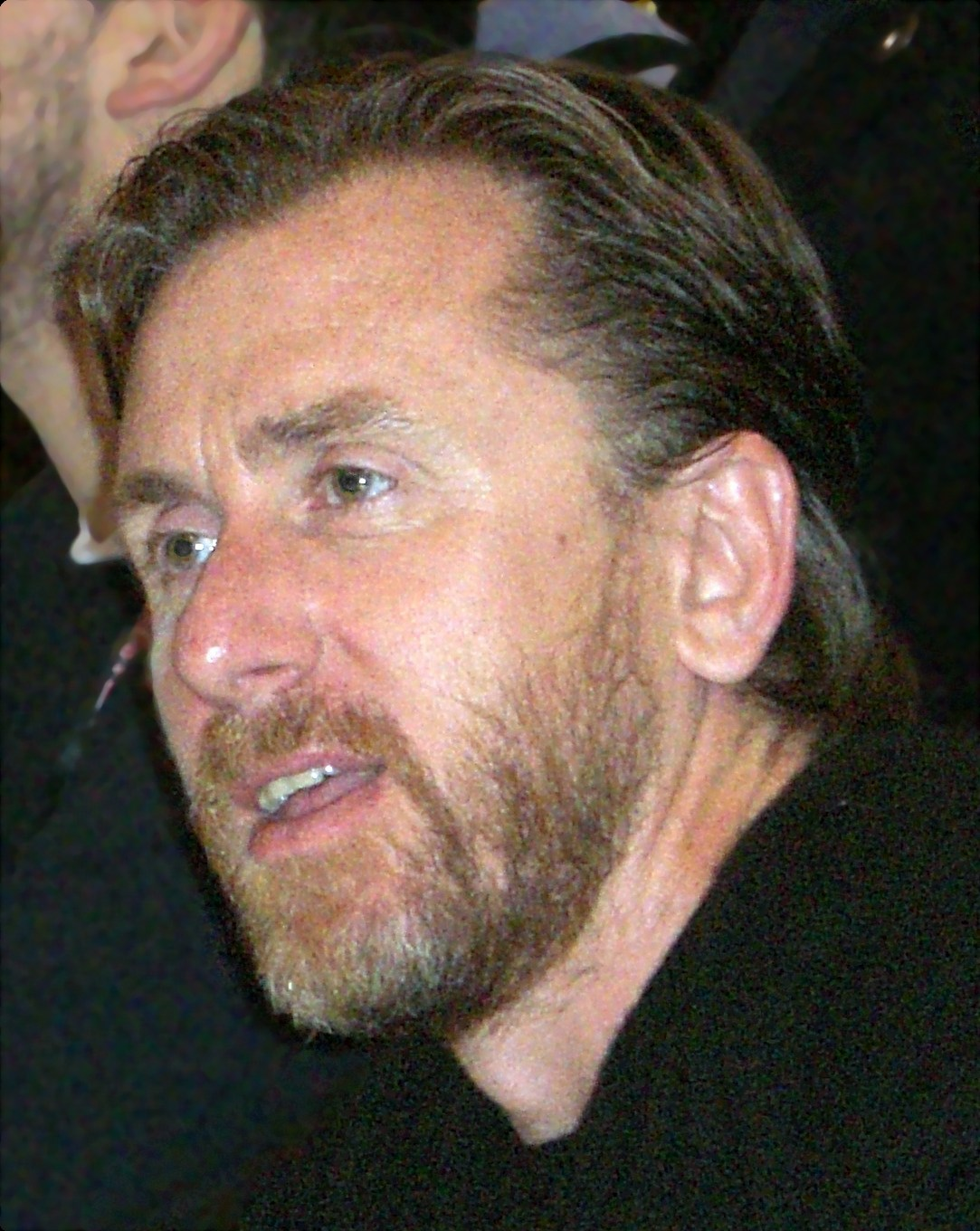
Tim Roth

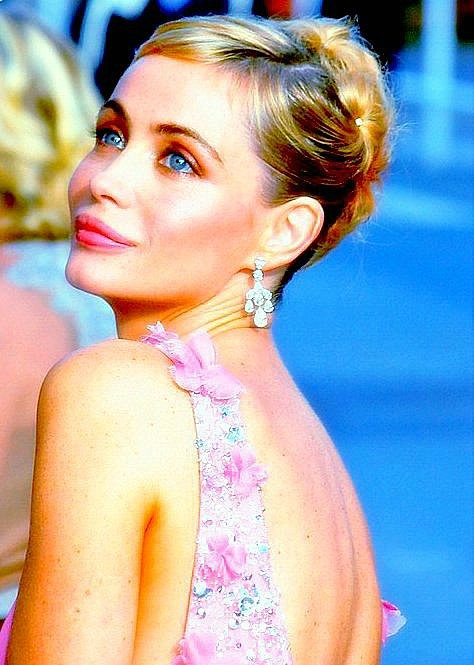
Emmanuelle Béart

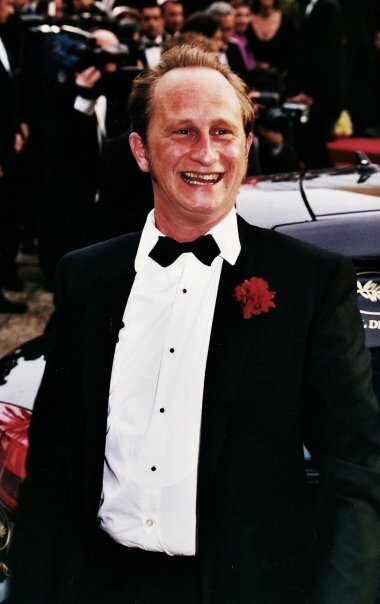
Benoit Poelvoorde

- Quentin Tarantino, színész-rendező –  Amerikai Egyesült Államok – a zsűri elnöke
- Emmanuelle Béart, színésznő –  Franciaország
- Edwidge Danticat, írónő –  Amerikai Egyesült Államok
- Tilda Swinton, színésznő –  Egyesült Királyság
- Kathleen Turner, színésznő –  Amerikai Egyesült Államok
- Benoît Poelvoorde, színész –  Belgium
- Jerry Schatzberg, filmrendező –  Amerikai Egyesült Államok
- Hszü Ko (Tsui Hark). filmrendező –  Kína,  Hongkong
- Peter von Bagh, filmkritikus –  Finnország

### Cinéfondation és rövidfilmek
- Nyikita Mihalkov, filmrendező –  Oroszország – a zsűri elnöke
- Nuri Bilge Ceylan, filmrendező –  Törökország
- Nicole Garcia, színésznő –  Franciaország
- Marisa Paredes, színésznő –  Spanyolország
- Pablo Traper, filmrendező  Argentína

### Un Certain Regard
- Jeremy Thomas, filmproducer –  Egyesült Királyság – a zsűri elnöke
- Michel Demopoulos, filmkritikus –  Görögország
- Carlos Gomez, filmkritikus –  Spanyolország
- Eric Libiot, filmkritikus –  Franciaország
- Baba Richerme, újságíró –  Olaszország
- Eva Zaoralová, a Karlovy Vary-i Nemzetközi Filmfesztivál művészeti vezetője –  Csehország

### Arany Kamera
- Tim Roth, színész-rendező –  Egyesült Királyság – a zsűri elnöke
- Alberto Barbera, múzeumigazgató –  Olaszország
- Nguyen Trong Binh, forgalmazó –  Franciaország
- Alain Choquart, operatőr –  Franciaország
- Isabelle Frilley, a filmipar képviselője–  Franciaország
- Diego Galan, filmkritikus –  Spanyolország
- Laure Protat, filmkedvelő –  Franciaország
- Aldo Tassone, filmkritikus –  Olaszország
- Anne Théron, filmrendező –  Franciaország

## Hivatalos válogatás

### Nagyjátékfilmek versenye

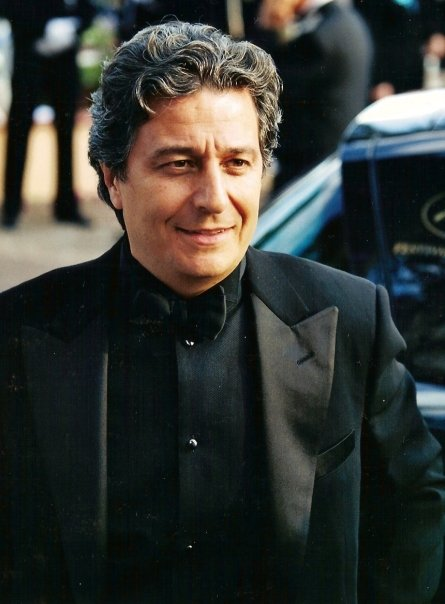
Christian Clavier

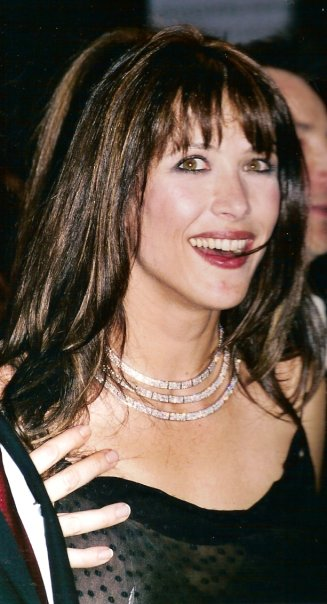
Sophie Marceau

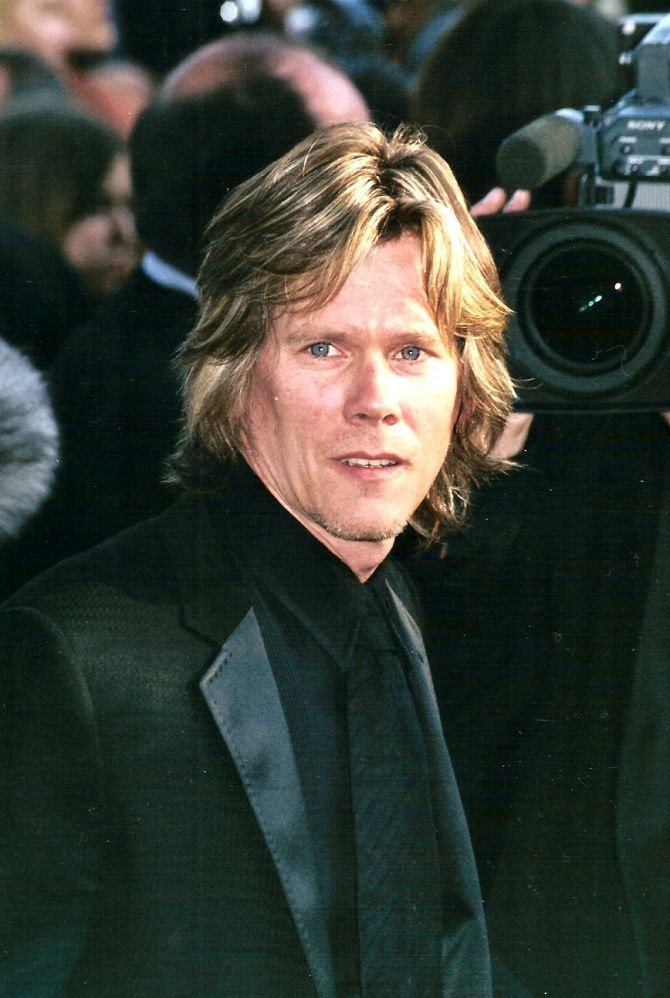
Kevin Bacon

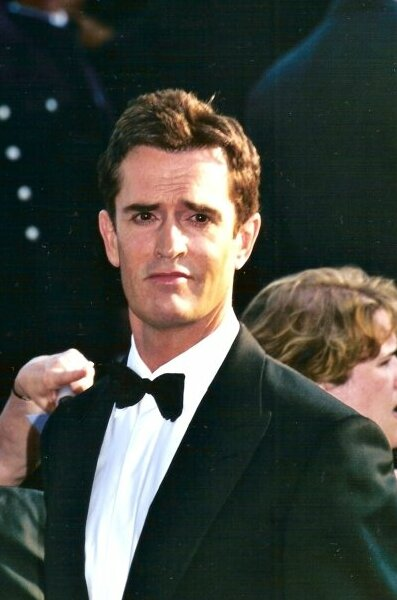
Rupert Everett

- 2046 – rendező: Vang Csia-vej (Wong Kar-wai)
- Clean (Tiszta)[9] – rendező: Olivier Assayas
- Comme une image (Mint egy angyal) – rendező: Agnès Jaoui
- Dare mo siranai (Anyátlanok) – rendező: Koreeda Hirokadzu
- Diarios de motocicleta (Che Guevara: A motoros naplója) – rendező: Walter Salles
- Die fetten Jahre sind vorbei (Edukators) – rendező: Hans Weingartner
- Exils (Száműzetés) – rendező: Tony Gatlif
- Fahrenheit 9/11 – rendező: Michael Moore
- Innocence (Páncélba zárt szellem 2. – Ártatlanság) – rendező: Osí Mamoru
- La niña santa – rendező: Lucrecia Martel
- Le conseguenze dell’amore (A szerelem következményei) – rendező: Paolo Sorrentino
- Mondovino (Borvilág) – rendező: Jonathan Nossiter
- Oldboy – rendező: Park Chan-wook
- Shrek 2. – rendező: Andrew Adamson, Kelly Asbury és Coad Vernon
- Sud pralad – rendező: Apichatpong Weerasethakul
- The Ladykillers (Betörő az albérlőm) – rendező: Joel és Ethan Coen
- The Life and Death of Peter Sellers (Peter Sellers élete és halála) – rendező: Stephen Hopkins
- Yeojaneun namjaui miraeda (A nő a férfi jövője) – rendező: Hong Sang-soo
- Zivot je cudo (Az élet egy csoda) – rendező: Emir Kusturica

### Nagyjátékfilmek versenyen kívül
- 10e chambre - Instants d'audience (10. szoba, kihallgatások...)[9] – rendező: Raymond Depardon
- Bab el shams – rendező: Yousry Nasrallah
- Bad Santa (Tapló télapó) – rendező: Terry Zwigoff
- Cinéastes à tout prix – rendező: Frédéric Sojcher
- Taj sze kin (Dai si gin)[10] (Adásunkat megszakítjuk) – rendező: Johnnie To
- Dawn of the Dead (Holtak hajnala) – rendező: Zack Snyder
- De–Lovely (De-Lovely - Ragyogó évek) – rendező: Irwin Winkler
- Épreuves d'artistes – rendező: Gilles Jacob
- Five Dedicated to Ozu – rendező: Abbas Kiarostami
- Glauber o filme, labirinto do Brasil – rendező: Silvio Tendler
- Já umer v detsztve... – rendező: Georgij Paradzsanov
- Kill Bill: Vol. 2 (Kill Bill 2.) – rendező:  Quentin Tarantino
- La mala educación (Rossz nevelés) – rendező: Pedro Almodóvar
- Le fantôme d'Henri Langlois – rendező: Jacques Richard
- Notre musique (A mi zenénk) – rendező: Jean-Luc Godard
- Salvador Allende – rendező: Patricio Guzman
- Si mian maj fu (Shí miàn mái fú) (A repülő tőrök klánja) – rendező: Csang Ji-mou (Zhang Yimou)
- Troy (Trója) – rendező: Wolfgang Petersen
- Z Channel: A Magnificent Obsession – rendező: Xan Cassavetes

#### Cannes-i Klasszikusok
- Blow Up (Nagyítás) – rendező: Michelangelo Antonioni
- Bye Bye Brasil – rendező: Carlos Diegues
- College (A főiskola)[11] – rendező: James W. Horne
- Deadlier than the Male – rendező: Ralph Thomas
- Deus e o diabo na terra do sol (Isten és Ördög a Nap földjén) – rendező: Glauber Rocha
- Dona Flor e seus dois maridos (Flór asszony és két férje) – rendező: Bruno Barreto
- Hair) – rendező: Miloš Forman
- La battaglia di Algeri (Az algíri csata) – rendező: Gillo Pontecorvo
- La cicatrice interieure (Belső sebhely) – rendező: Philippe Garrel
- Le voyage d’Amélie – rendező: Daniel Duval
- Lo sguardo di Michelangelo  – rendező: Michelangelo Antonioni
- Macunaima – rendező: Joaquim Pedro de Andrade
- Mother India (India anyánk) – rendező: Mehboob Khan
- O pagador de promessas (Fogadalom) – rendező: Anselmo Duarte
- Ordet (A szó)[12] – rendező: Carl Theodor Dreyer
- Pickpocket (Zsebtolvaj) – rendező: Robert Bresson
- Prima della rivoluzione (Forradalom előtt) – rendező: Bernardo Bertolucci
- Steamboat Bill Jr. (Az ifjabb Gőzös) – rendező: Charles F. Reisner
- Terra em transe (A föld transzban) – rendező: Glauber Rocha
- The Big Red One (A nagy vörös egyes) – rendező: Samuel Fuller
- The General (A generális)[13] – rendező: Buster Keaton, Clyde Bruckman
- The Loneliness of the Long Distance Runner (A hosszútávfutó magányossága) – rendező: Tony Richardson
- Hszün tu pi tao (Xin du bi dao) – rendező: Csang Cseh (Chang Cheh)
- Vidas secas (Aszály) – rendező: Nelson Pereira dos Santos

### Un Certain Regard
- 10 on Ten (Ten)[9][14] – rendező: Abbas Kiarostami
- À ce soir (Este találkozunk!) – rendező: Laure Duthilleul
- A tout de suite (Örvény) – rendező: Benoît Jacquot
- Alexandrie... New York (Alexandria - New York) – rendező: Youssef Chahine
- Bienvenue en Suisse – rendező: Léa Fazer
- Cheongpung myeongwol (A penge szövetsége) – rendező: Kim Ui-seok
- Crónicas (Cronicas) – rendező: Sebastián Cordero
- Dear Frankie (Kedves Frankie) – rendező: Shona Auerbach
- Hotel – rendező: Jessica Hausner
- Khakestar-o-khak – rendező: Atiq Rahimi
- Kontroll – rendező: Antal Nimród
- Lu cseng (Lu cheng) – rendező: Jang Csao (Yang Chao)
- Marseille – rendező: Angela Schanelec
- Moolaadé – rendező: Ousmane Sembene
- Noite Escura (Sötét éjszaka) – rendező: João Canijo
- Non ti muovere (Ne menj el!)[15] – rendező: Sergio Castellitto
- Poids léger – rendező: Jean-Pierre Améris
- Shiza (Skizó - Egy bolond világ lovagja) – rendező: Gulshat Omarova
- Somersault (Cigánykerék) – rendező: Cate Shortland
- The Assassination of Richard Nixon (A Richard Nixon-merénylet) – rendező: Niels Mueller
- Whisky – rendező: Juan Pablo Rebella és Pablo Stoll

### Rövidfilmek versenye
- Accordeon– rendező: Michèle Cournoyer
- Closer – rendező: David Rittey
- Der Schwimmer – rendező: Klaus Huettmann
- Flatlife (Társasházi élet) – rendező: Jonas Geirnaert
- Gérard mon amour – rendező: Madeleine André
- La dernière minute – rendező: Nicolas Salis
- L'évangile du cochon créole – rendező: Michelange Quay
- Quimera – rendező: Eryk Rocha
- Thinning the Herd – rendező: Rie Rasmussen
- Trafic – rendező: Catalin Mitulescu

### Cinéfondation
- 99 vuotta elämästäni – rendező: Marja Mikkonen (Turku Polytechnic/Arts Academy,  Finnország)
- Beita Shel Meshoreret – rendező: Haim Tabakman (Tel Aviv University,  Izrael)
- Calatorie la oras – rendező: Corneliu Porumboiu (Universitytea de Arta Teatrala si Cinematografica,  Románia)
- Fajnie, ze jestes – rendező: Jan Komasa (Państwowa Wyższa Szkoła Filmowa, Telewizyjna i Teatralna im. Leona Schillera w Łodzi,  Lengyelország)
- Footnote – rendező: Pia Borg (Victorian College of the Arts University of Melbourne,  Ausztrália)
- Gaïa – rendező: Amarante Abramovici (La Fémis,  Franciaország)
- Happy Now – rendező: Frederikke Aspöck (Nimbus Film Productions,  Dánia)
- Kis Apokrif No.2 – rendező: Mundruczó Kornél (Színház- és Filmművészeti Egyetem,  Magyarország)
- Kontakt – rendező: Martin Duda (FAMU,  Csehország)
- Nebraska – rendező: Olga Zurawska (University of Southern California,  Amerikai Egyesült Államok)
- Playing Dead – rendező: David Hunt (National Film and Television School,  Egyesült Királyság)
- Prophéties du passé – rendező: Fabien Greenberg (Napier University – School of Media Arts,  Egyesült Királyság)
- Proyect Gvul – rendező: Rima Essa, Adi Halfin, Nadav Lapid, Dani Rosenberg és Tamar Singer	(The Sam Spiegel Film and TV School,  Izrael)
- Son of Satan – rendező: J.J. Villard (California Institute of the Arts,  Amerikai Egyesült Államok)
- The Happiness Thief – rendező: Derek Boyes (National Film and Television School,  Egyesült Királyság)
- The Rick – rendező: Tim McCarthy (University of California at Los Angeles,  Amerikai Egyesült Államok)
- The Wings – rendező: Seo Hae-young (Korea National University of Arts,  Dél-Korea)
- Wonderful Harusame – rendező: Aoyama Ayumi, (Film School of Tokyo,  Japán)

## Párhuzamos rendezvények

### Kritikusok Hete

#### Nagyjátékfilmek
- Al malaika la tuhaliq fi al-dar albayda – rendező: Mohamed Asli
- Atash – rendező: Tawfik Abu Wael
- Brodeuses (Összefonódva)[9] – rendező: Éléonore Faucher
- Calvaire (Pokoljárás) – rendező: Fabrice Du Welz
- CQ2 – rendező: Carole Laure
- Or – rendező: Keren Yedaya
- Temporada de patos (Kacsaszezon) – rendező: Fernando Eimbcke

#### Rövidfilmek
- Alice et moi (Alice és én) – rendező: Micha Wald
- Breaking Out – rendező: Marianela Maldonado
- Con Diva – rendező: Sebastián Mantilla
- L’homme sans ombre – rendező: Georges Schwizgebel
- Los elefantes nunca olvidan – rendező: Lorenzo Vigas Castes
- Ryan – rendező: Chris Landreth
- Signes de vie – rendező: Arnaud Demuynck

#### Külön vetítések
- Adieu Philippine (Adieu Philippine) – rendező: Jacques Rozier
- Anna, 3 kilos 2 – rendező: Laurette Polmanss
- L’Après-midi de monsieur Andesmas – rendező: Michelle Porte
- Ce qu’il reste de nous (Ez maradt belőlünk) – rendező: François Prévost és Hugo Latulippe
- De l’autre côté – rendező: Nassim Amaouche
- Girls and Cars in a Colored New World – rendező: Thomas Woschitz
- Les parallèles – rendező: Nicolas Saada
- Sotto falso nome – rendező: Roberto Andò
- Sztolitcsnij szkorij – rendező: Artjom Antonov

### Rendezők Kéthete

#### Nagyjátékfilmek
- À vot' bon coeur – rendező: Paul Vecchiali
- Ano Tonneru – rendező: Manda Kunitosi
- Babae sa Breakwater – rendező: Mario O'Hara
- Csa no adzsi[16] (A tea íze)[9] – rendező: Isí Kacuhito
- En attendant le déluge – rendező: Damien Odoul
- Gav khuni – rendező: Behruz Afkhami
- Je suis un assassin (A gyilkos én vagyok) – rendező: Thomas Vincent
- Khab-e talkh – rendező: Mohsen Amiryoussefi
- La blessure – rendező: Nicolas Klotz
- L'odore del sangue – rendező: Mario Martone
- Los muertos – rendező: Lisandro Alonso
- Maarek hob[17] (Csatatéren) – rendező: Danielle Arbid
- Machuca (Machuca) – rendező: Andrés Wood
- Mean Creek (A harag sodrása) – rendező: Jacob Aaron Estes
- Mur – rendező: Simone Bitton
- Oh, uomo – rendező: Yervant Gianikian és Angela Ricci Lucchi
- Tarnation – rendező: Jonathan Caouette
- The Heart is Deceitful Above All Things (A szív csalfa vágyai) – rendező: Asia Argento
- The Woodsman – rendező: Nicole Kassell
- Vénus et Fleur – rendező: Emmanuel Mouret

#### Rövidfilmek
- A Feather Stare At The Dark – rendező: Cudzsi Naojuki
- Capitaine Achab – rendező: Philippe Ramos
- Charlotte – rendező: Ulrike von Ribbeck
- Fill in the Blanks – rendező: Kim Youn-sung
- Frontier – rendező: Mijadzaki Dzsun
- La petite chambre – rendező: Élodie Monlibert
- La peur, petit chasseur – rendező: Laurent Achard
- Le Dieu Saturne – rendező: Jean-Charles Fitoussi
- Le droit chemin – rendező: Mathias Gokalp
- Odja – rendező: Edgar Bartenev
- Tristesse beau visage – rendező: Jean Paul Civeyrac
- Vostok 1' – rendező: Jan Andersen

## Díjak

### Nagyjátékfilmek

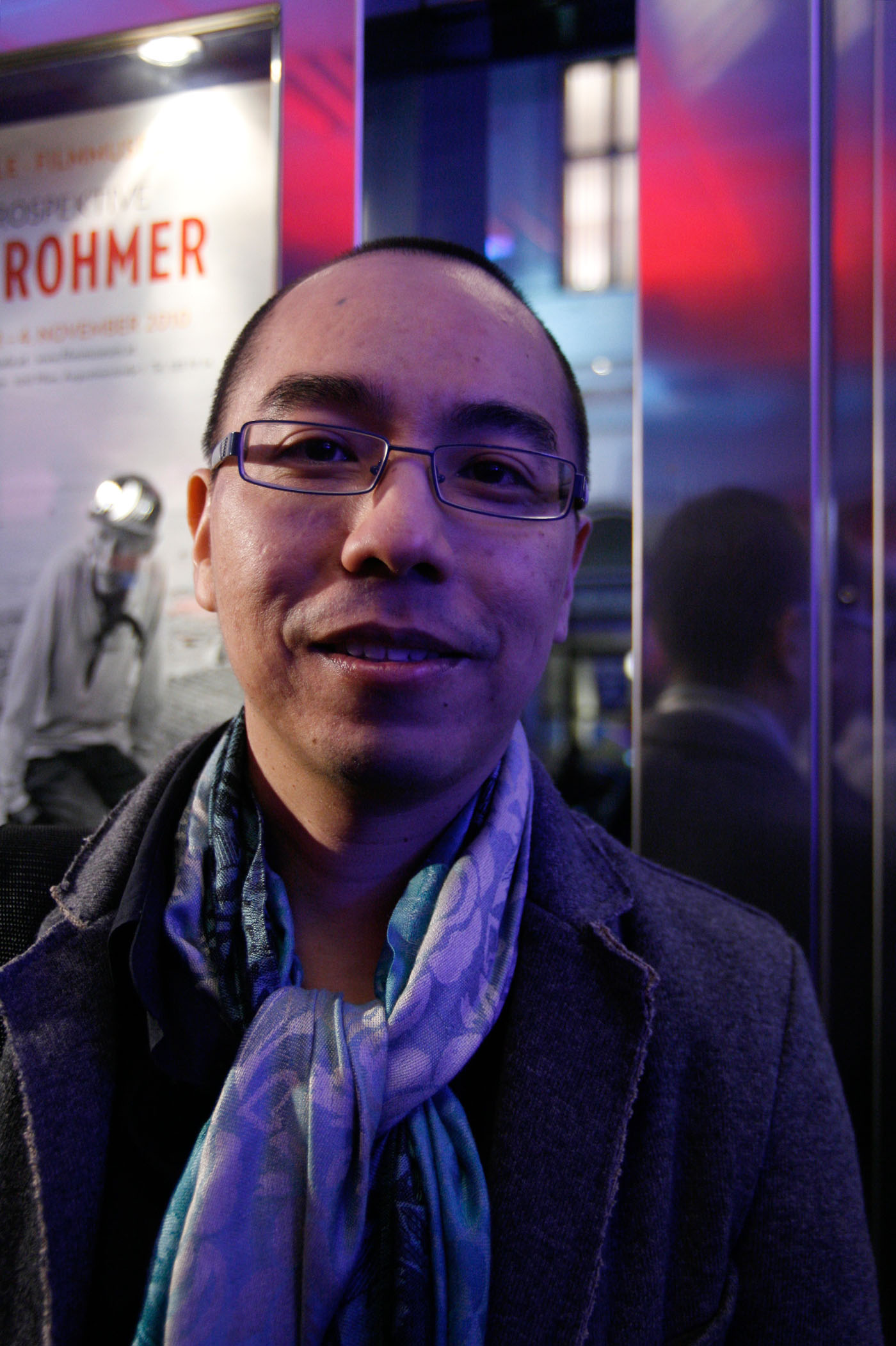
Apichatpong Weerasethakul

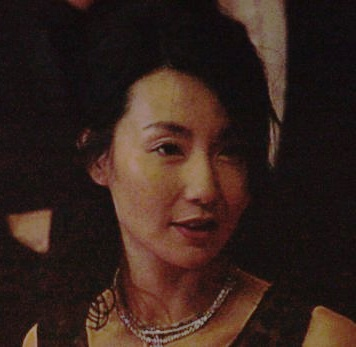
Maggie Cheung

- Arany Pálma: Fahrenheit 9/11 – rendező: Michael Moore
- Nagydíj: Oldboy – rendező: Park Chan-wook
- A zsűri díja:
  - Sud pralad – rendező: Apichatpong Weerasethakul
  - The Ladykillers (Betörő az albérlőm) – rendező: Joel és Ethan Coen
- Legjobb rendezés díja: Exils (Száműzetés) – rendező: Tony Gatlif
- Legjobb női alakítás díja: Maggie Cheung – Clean (Tiszta)
- Legjobb férfi alakítás díja: Jagira Júja Dare mo siranai (Anyátlanok)
- Legjobb forgatókönyv díja: Comme une image (Mint egy angyal) – forgatókönyvíró: Agnès Jaoui és Jean-Pierre Bacri

### Un Certain Regard
- Un Certain Regard díj: Moolaadé – rendező: Ousmane Sembene
- Az eredeti tekintet díja: Whisky – rendező: Juan Pablo Rebella és Pablo Stoll
- A tekintet a jövő felé díja: Khakestar-o-khak – rendező: Atiq Rahimi

### Rövidfilmek
- Arany Pálma (rövidfilm): Trafic – rendező: Catalin Mitulescu
- A zsűri díja (rövidfilm): Flatlife (Társasházi élet) – rendező: Jonas Geirnaert

### Cinéfondation
- A Cinéfondation első díja: Happy Now – rendező: Frederikke Aspöck
- A Cinéfondation második díja:
  - 99 vuotta elämästäni – rendező: Marja Mikkonen
  - Calatorie la oras – rendező: Corneliu Porumboiu
- A Cinéfondation harmadik díja: Fajnie, ze jestes – rendező: Jan Komasa

### Arany Kamera
- Arany Kamera: Or[18] – rendező: Keren Yedaya
- Arany Kamera – Külön dicséret:
  - Lu cseng (Lu cheng)[19] – rendező: Jang Csao (Yang Chao)
  - Khab-e talkh[20] – rendező: Mohsen Amiryoussefi

### Egyéb díjak
- FIPRESCI-díj:
  - Fahrenheit 9/11 – rendező: Michael Moore
  - Whisky[19] – rendező: Juan Pablo Rebella és Pablo Stoll
  - Atash[18] – rendező: Tawfik Abu Wael
- Technikai nagydíj:
  - Clean (Tiszta) – operatőr: Éric Gautier
  - Diarios de motocicleta (Che Guevara: A motoros naplója) – rendező: Walter Salles
- Ökumenikus zsűri díja: Diarios de motocicleta (Che Guevara: A motoros naplója) – rendező: Walter Salles
- Ökumenikus zsűri külön dicsérete: Moolaadé[19] – rendező: Ousmane Sembene
- Ökumenikus zsűri 30. évfordulós díja: Ken Loach „egész életművéért”[21]
- Ifjúság díja: Kontroll[19] – rendező: Antal Nimród
- François Chalais-díj: Diarios de motocicleta (Che Guevara: A motoros naplója) – rendező: Walter Salles
- Chopard Trófea: Marion Cotillard, Rodrigo Santoro

## Hírességek
Victoria Abril, Julie Andrews, Jennifer Aniston, Sonia Aquino, Jeanne Balibar, Eric Bana, Antonio Banderas, John Barrowman, Sean Bean, François Berléand, Gael García Bernal, Orlando Bloom, Saffron Burrows, Rose Byrne, David Carradine, Laetitia Casta, Christian Clavier, Sofia Coppola, Brian Cox, Csang Ce-ji (Zhang Ziyi), Maggie Cheung, Béatrice Dalle, Julie Delpy, Emmanuelle Devos, Cameron Diaz, Romain Duris, Rupert Everett, Jean-Paul Gaultier, Brendan Gleeson, Tom Hanks, Daryl Hannah, Ashley Judd, Gérard Jugnot, Takuja Kimura, Kevin Kline, Diane Kruger, Andy Lau, Amanda Lear, Kung Li (Gong Li), Liang Csao-vej (Tony Leung Chiu-wai), Michael Madsen, Sophie Marceau, Carmen Maura, Ángela Molina, Alanis Morissette, Eddie Murphy, Mike Myers, Nick Nolte, Peter O’Toole, Marisa Paredes, Robin Wright, Sean Penn, Vincent Pérez, Jacques Perrin, Brad Pitt, Natacha Régnier, Tim Roth, Geoffrey Rush, Jennifer Saunders, Rodrigo de la Serna, Omar Sharif, Kanesiro Takesi, Audrey Tautou, Sylvie Testud, Charlize Theron, Uma Thurman, Leonor Watling, Emily Watson